# زاولگروب
زاولگروب (به آلمانی: Saulgrub) یک شهر در آلمان است که در بایرن واقع شده‌است.

## خصوصیات
زاولگروب ۳۵٫۴۹ کیلومترمربع مساحت دارد ۸۵۹ متر بالاتر از سطح دریا واقع شده‌است.